# Дегаж, Руао
Руао Дегаж (фр. Roihau Degage; 12 декабря 1988) — таитянский футболист, нападающий клуба «Тефана». Выступал за сборную Таити.

## Карьера

### Клубная
Игрок является воспитанником футбольного клуба «Тефана». Там же игрок начал свою профессиональную карьеру, подписав контракт с клубом в 2010 году. Выступает за него и по сей день. В океанской лиге чемпионов дебютировал 13 ноября 2010 года в игре против новокаледонской Маженты. Однако спасти команду от поражения не смог. Итоговый счёт — 1:0.

### Международная
Первый вызов в национальную сборную Руао Получил в 2012 году, когда стали известны составы сборных на Кубок наций ОФК 2012. Дебют состоялся 3 июня 2012 года в матче против Новой Каледонии. Руао вышел на замену на 75-й минуте встречи. В итоге матч закончился 4:3 в пользу Таити. В том же матче на 87-й минуте забил свой первый гол.

## Достижения
- Чемпион Таити (2): 2010, 2011
- Победитель Кубка Таити (2): 2010, 2011
- Победитель Кубка наций ОФК (1): 2012